# اختلال اضطراب جدایی
اختلال اضطراب جدایی (به انگلیسی: Separation anxiety disorder) (و یا به اختصار SAD) یکی از زیر شاخه‌های اختلالات اضطرابی است و شامل ترس از جدایی از فردی عزیز که با روند رشد طبیعی رفع نخواهد شد می‌شود. علائم آن حداقل ۳ تا از موارد زیر به مدت بیشتر از یک ماه برای افراد زیر هجده سال و بیشتر از شش ماه برای افراد بزرگسال است:
داشتن اضطراب همراه با احساساتی از جمله:
- جدایی یا دوری از خانه و افرادی که مورد علاقه فرد هستند.
- ترک خانه زیرا که مستلزم جدایی است.
- خوابیدن دور از افراد مورد علاقه (یعنی در اتاقی دیگر)
- نگرانی از آسیب رسیدن به افراد مورد علاقه.
- نگرانی از جدایی از افراد مورد علاقه (حتی اگر این اتفاق نزدیک نباشد و زودی اتفاق نیفتد).
- ترس بی‌اساس از اینکه خودشان یا عزیزانشان ربوده شوند یا آسیب ببینند.
- در ترک عزیزانشان (به عنوان مثال برای مسافرت یا مهمانی) تردید شدیدی دارند و گاهی خودداری می‌کنند.
- در خوابیدن به دور از عزیزان یا خوابیدن به‌تنهایی مشکل دارند و سعی می‌کنند نزدیک عزیزانشان بخوابند.
- در صورت خوابیدن به دور از عزیزان یا تنهایی خوابیدن، دچار بدخوابی، بی‌خوابی، آشفتگی، غم و اندوه و حملات اضطرابی می‌شوند.
- در زمان‌هایی که از عزیزانشان دور می‌شوند یا احتمال دوری از آن‌ها را می‌دهند، دچار دردهای جسمانی می‌شوند. دردهایی مثل سردرد، اسهال، گلودرد، سوزش معده و دل درد.
- ترس از انزوا از افراد مورد علاقه که شامل: ۱. کابوس شبانه ۲. علائم جسمانی[۱]

## سن اختلال اضطراب جدایی
این اختلال در سنین پایین یعنی زیر دوازده سال بالاترین شیوع را دارد و با افزایش سن، آمار آن کاهش پیدا می‌کند. ولی در هر سنی ممکن است نمود پیدا کند. این اختلال بیشتر در کودکان، بین سنین ۶–۷ ماهگی تا سه سالگی شایع است، هرچند ممکن است در کودکان بزرگتر، نوجوانان و بزرگسالان نیز بروز کند. اختلال اضطراب جدایی در بزرگسالان به‌شکل متفاوتی نمایان می‌شود. بزرگسالان مبتلا به اندازه کودکان نگران خودشان نیستند؛ آن‌ها ترس شدیدی دارند از اینکه اتفاق بدی برای عزیزانشان بیفتد. طبیعی است که نگران سلامتی عزیزانمان باشیم. اما فرد مبتلا به SAD در مواردی که از عزیزانش دور می‌شود یا به آن‌ها دسترسی ندارد (مثلا فرد جواب تلفنش را نمی‌دهد)، سطح بالایی از اضطراب را تجربه می‌کند و حتی ممکن است دچار حملات پانیک شود.

## تفاوت اختلال اضطراب جدایی با اضطراب جدایی
اضطراب جدایی بخشی طبیعی از فرایند رشد و نمو است. برخلاف اختلال عاطفی فصلی (که نشانهٔ آن اضطراب شدید است)، اضطراب جدایی معمول نشان‌دهندهٔ پیشرفت سالم در بلوغ شناختی کودک است و نباید یک مشکل رفتاری تلقی شود. اضطراب جدایی عموماً در نوزادان دوازده تا هجده ماه اتفاق می‌افتد و این یک امر طبیعی در نوزادان است. ولی اختلال اضطراب جدایی یک اختلال روانی به حساب می‌آید و نیاز به روان درمانی دارد. این اختلال عموماً در سال‌های پیش دبستانی اتفاق می‌افتد.

## تقسیم اختلال در جنسیت‌ها
میزان تقسیم این بیماری در زنان و مردان مساوی است. ولی در جامعه بیشتر در زنان دیده شده‌‌است.

## خطر دیگر بیماری‌ها
کودکانی که به این اختلال مبتلا می‌شوند، بیشتر در معرض دچار شدن به اختلال دوقطبی، اختلال وحشت‌زدگی، افسردگی و دیگر اختلالات روانی هستند.

## درمان اختلال اضطراب جدایی
درمان اختلال اضطراب جدایی اغلب شامل موارد زیر است:
- درمان شناختی رفتاری (CBT): به فرد کمک می‌کند چگونه با اضطراب کنار بیاید. در روند این روش درمانی فرد می‌آموزد که چگونه بر موقعیت‌هایی که موجب اضطرابش می‌شوند، مسلط شود.
- دارودرمانی: داروهای ضدافسردگی یا ضداضطراب به برخی افراد کمک می‌کند تا آرامش بیشتری داشته باشند.
- خانواده درمانی: نقش والدین در درمان هرنوع اختلالی به هر شیوه‌ای، حیاتی است.
- درمان متقابل والدین و کودک (Parent-Child Interaction Therapy)

### چطور می‌توانم از بروز اختلال اضطراب جدایی در فرزندم جلوگیری کنم؟
هنوز متخصصان نمی‌دانند که دقیقاً چگونه می‌توان از بروز این اختلال جلوگیری کرد. اما اگر علائم اضطراب جدایی را در فرزند خود مشاهده کردید، به‌سرعت اقدام به ارزیابی و درمان کنید. درمان زودهنگام، علائم را به‌راحتی محو می‌کند و کودک روند طبیعی رشد خود را طی خواهد کرد. درمان کیفیت زندگی کودک شما را تا حد زیادی افزایش می‌دهد. اگر علائم شدید است ترکیب دارودرمانی با CBT یک درمان بسیار کارامد است. داروهای ضدافسردگی (بازجذب سروتونین) یک گزینه مناسب برای کودکان و بزرگسالان است.